# IC 2545
IC 2545 је ознака објекта на координатама са ректансцензијом 10h 6m 36,0s и деклинацијом - 33° 51" 18'. Открио га је Делајл Стјуарт, 1. маја 1900. Каснијим посматрањима на том положају није уочен никакав астрономски објекат.